# Честер (округ, Теннессі)
Шаблон:StateAbbr_ 35°26′ пн. ш. 88°37′ зх. д. / 35.43° пн. ш. 88.61° зх. д.
Округ  Честер (англ. Chester County) — округ (графство) у штаті  Теннессі, США. Ідентифікатор округу 47023.

## Історія
Округ утворений 1882 року.

## Демографія
За даними перепису 2000 року загальне населення округу становило 15540 осіб, зокрема міського населення було 5428, а сільського — 10112. Серед мешканців округу чоловіків було 7550, а жінок — 7990. В окрузі було 5660 домогосподарств, 4198 родин, які мешкали в 6178 будинках. Середній розмір родини становив 2,97.
Віковий розподіл населення поданий у таблиці:
| Стать    | До 15 років | 15-21 | 22-29 | 30-39 | 40-49 | 50-65 | 65-85 | Понад 85 |
| -------- | ----------- | ----- | ----- | ----- | ----- | ----- | ----- | -------- |
| Чоловіки | 1637        | 1043  | 860   | 999   | 999   | 1150  | 776   | 86       |
| Жінки    | 1515        | 1125  | 826   | 1036  | 1028  | 1201  | 1066  | 193      |

## Суміжні округи
- Гендерсон — північний схід
- Гардін — південний схід
- МакНері — південь
- Гардеман — південний захід
- Медісон — північний захід

## Виноски
1. ↑  U.S. Decennial Census. United States Census Bureau. Архів оригіналу за 26 квітня 2015. Процитовано 2 квітня 2015.
2. ↑  Historical Census Browser. University of Virginia Library. Архів оригіналу за 11 серпня 2012. Процитовано 2 квітня 2015.
3. ↑  Forstall, Richard L., ред. (27 березня 1995). Population of Counties by Decennial Census: 1900 to 1990. United States Census Bureau. Архів оригіналу за 21 лютого 2015. Процитовано 2 квітня 2015.
4. ↑  Census 2000 PHC-T-4. Ranking Tables for Counties: 1990 and 2000 (PDF). United States Census Bureau. 2 квітня 2001. Архів оригіналу (PDF) за 18 грудня 2014. Процитовано 2 квітня 2015.
5. ↑  State & County QuickFacts. United States Census Bureau. Архів оригіналу за 8 липня 2011. Процитовано 29 листопада 2013. [Архівовано 2011-06-07 у Wayback Machine.](англ.) Наведено за англійською вікіпедією.
6. ↑  American FactFinder. Бюро перепису населення США. Архів оригіналу за 26 лютого 2012. Процитовано 31 січня 2008. [Архівовано 2008-05-21 у Wayback Machine.]

| США | Це незавершена стаття з географії США. Ви можете допомогти проєкту, виправивши або дописавши її. |